# Heinkuitenbrug
De Heinkuitenbrug is een kleine en smalle ophaalbrug over de Angstel in het centrum van het Nederlandse dorp Abcoude, gemeente de Ronde Venen. De brug verbindt de Brugstraat met de Heinkuitenstraat en is de middelste van de drie Abcoudse bruggen over de Angstel. De brug is niet meer toegankelijk voor autoverkeer. Hij heeft een beperkt draagvermogen en mede om deze brug te ontlasten is in 2010 meer naar het noorden De Derde Brug in gebruik genomen; zuidelijker lag al de Hulksbrug.
De bediening is voor alle Abcoudse bruggen over de Angstel hetzelfde en wordt beschreven bij De Derde Brug.
De naam is gebaseerd op de Heinkuitenstraat en Heinkuitenhof, die kennelijk vernoemd zijn naar ene Hein Kuiten van wie verder niets bekend is.